# Sant Mateu de Montbui
L'actual ermita de Sant Mateu de Montbui fou una església parroquial romànica al terme municipal de Bigues i Riells del Fai, al Vallès Oriental, dins de l'àmbit de l'antic poble rural del mateix nom de la parròquia, actualment integrat en el terme de Bigues (poble del Vallès). És al costat de llevant del cim del Castell de Montbui, fins al punt que a l'ermita hi ha el vèrtex geodèsic (289113001) d'aquest punt geogràfic. És al sector nord-occidental del terme municipal, molt a prop del límit amb Caldes de Montbui i, una mica més allunyat, del límit amb Sant Feliu de Codines. Tanmateix, l'accés més ràpid a aquest castell és des d'aquest darrer poble, travessant la urbanització dels Saulons d'en Déu.

## Història

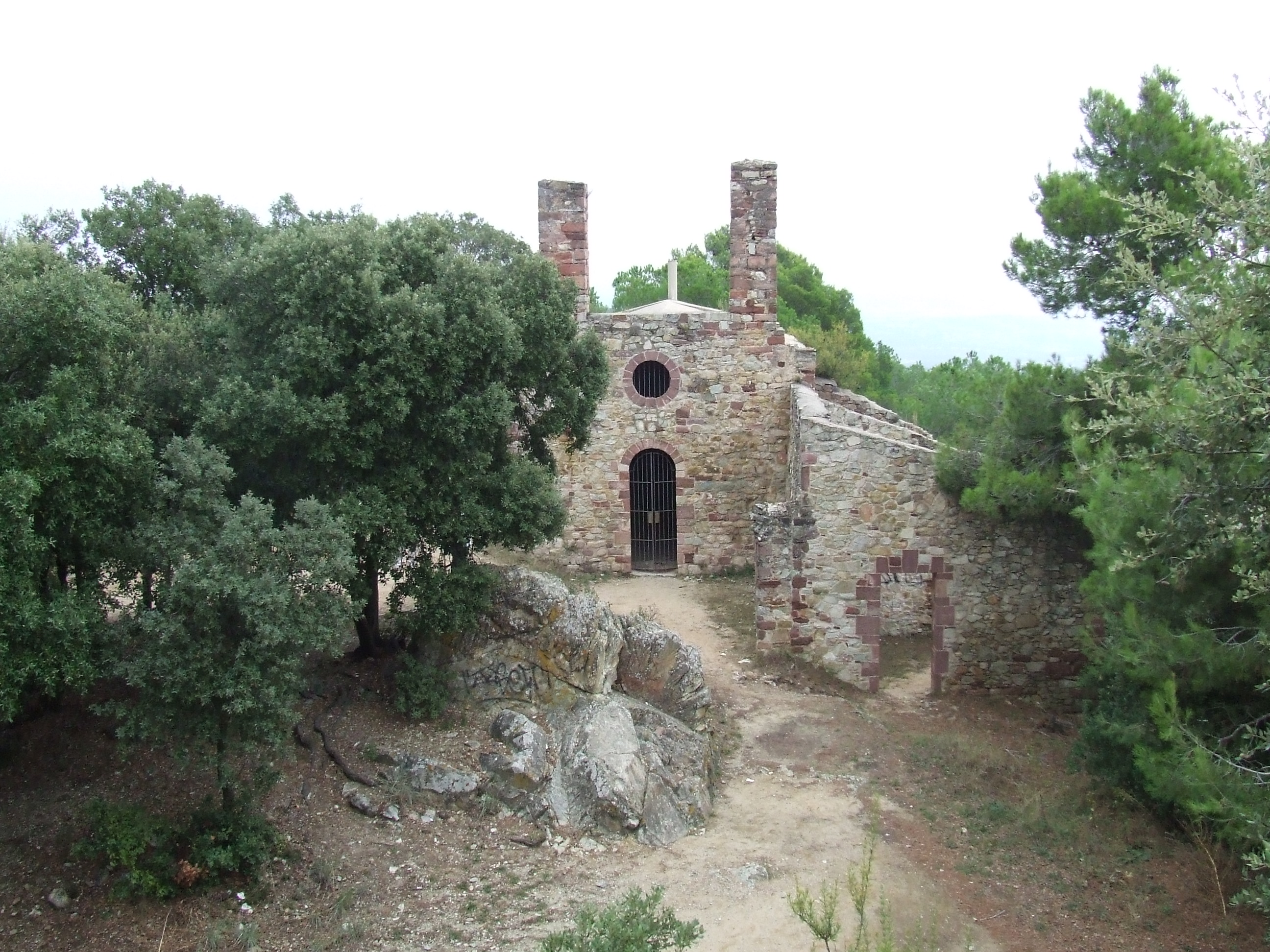
L'església, des del castell

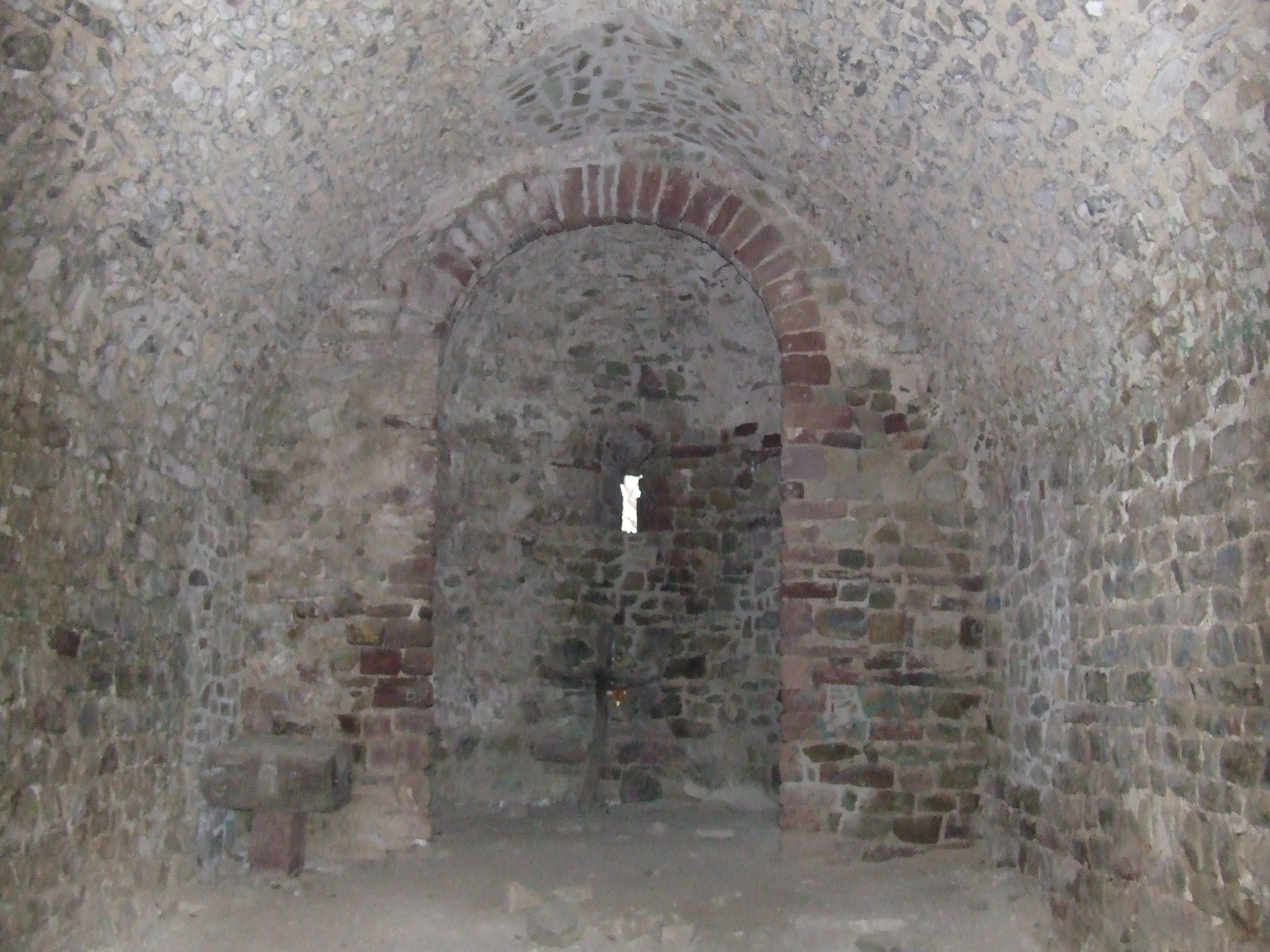
Interior de l'església: l'absis

A més de capella del Castell de Montbui, fou el centre d'una extensa parròquia rural actualment repartida entre els termes municipals de Sant Feliu i Caldes. És esmentada el 1058 entre les set parròquies de la baronia de Montbui, en una disputa nobiliària. El despoblament del seu territori feu que el 1156 ja aparegui unida a Sant Pere de Bigues, tot i que entre 1584 i 1623 estigué unida a Santa Maria de Caldes de Montbui.
L'isolament del lloc feu que a principis del segle xviii es construís una nova església, a prop de Can Carreres. Va ser enderrocada a la darrera dècada del segle xx, i el seu emplaçament, buit, és actualment envoltat per les construccions de la urbanització del mateix nom. Havia perdut el seu ús parroquial a finals del segle xix i l'abandonament de l'edifici el va anar malmetent fins a esdevenir un perill per als habitants de la urbanització circumdant.

## Arquitectura
L'església antiga és d'una sola nau rectangular coberta amb volta de canó apuntada seguida, capçada per un absis interiorment de ferradura i exteriorment semicircular, cobert amb volta esfèrica. Té una finestra de doble esqueixada al centre de l'absis i una altra d'una sola esqueixada en el mur de migdia, orientada al biaix del mur. La porta és a la façana de ponent, però està tan malmesa que s'uneix amb l'ull de bou que tenia al damunt; és quadrada i a l'arquitrau hi ha una petita motllura amb la data de 1817. També està molt malmès el campanar de cadireta, Aquests tres elements, però, són força més tardans que l'absis. L'aparell és senzill i molt irregular.